# Agel
Agel là một xã trong vùng hành chính Occitanie, thuộc tỉnh Hérault, quận Béziers (quận), tổng Saint-Chinian. Agel nằm trên độ cao trung bình là 90 mét trên mực nước biển, có điểm thấp nhất là 70 mét và điểm cao nhất là 257 mét. Xã có diện tích 12,54 km², dân số vào thời điểm 1999 là 167 người; mật độ dân số là 13 người/km².

## Thông tin nhân khẩu
| 1962 | 1968 | 1975 | 1982 | 1990 | 1999 |
| ---- | ---- | ---- | ---- | ---- | ---- |
| 245  | 249  | 218  | 204  | 166  | 167  |